# 三河市 (安徽省)
三河市是中华人民共和国已撤销的县级市，在今安徽省肥西县。
1949年1月21日，解放军华东野战军先遣纵队占领合肥县城。1月25日，解放军占领合肥县三河镇。
中国共产党在1949年1月、2月间，相继成立合肥市、肥西县、寿（县）合（肥）县、三河县、肥东县等地方党政军机构。合肥县由此分为合肥市、肥东县、肥西县、三河县、寿合县。中共三河县委、三河县政府、三河县武装大队即在此期间成立。故称1949年2月，设立三河县，属江淮解放区管辖。
1949年3月，三河县改为三河市（县级市）。4月，成立皖北行政区，三河市隶属于其下的巢湖专区。1950年3月，三河市撤市设区，并入肥西县。1956年1月，三河区撤区建镇，即今三河镇。